# Giovanni Angelo Becciu
Giovanni Angelo Becciu (Pattada, 2 giugno 1948) è un cardinale e arcivescovo cattolico italiano, dal 24 settembre 2020 prefetto emerito della Congregazione delle cause dei santi.

## Biografia
Nasce a Pattada, in provincia di Sassari e diocesi di Ozieri, il 2 giugno 1948.

### Formazione e ministero sacerdotale
Ha ricevuto l'ordinazione sacerdotale il 27 agosto 1972 dalle mani del vescovo Francesco Cogoni, vescovo di Ozieri, diocesi in cui è stato incardinato.
Conosce il francese, l'inglese, lo spagnolo e il portoghese.
Dopo essersi laureato in diritto canonico è entrato a far parte del servizio diplomatico della Santa Sede il 1º maggio 1984, prestando la sua opera per molti anni in varie nunziature apostoliche nel mondo, tra le quali quelle nella Repubblica Centrafricana, in Nuova Zelanda, in Liberia, nel Regno Unito, in Francia e negli Stati Uniti d'America.

### Ministero episcopale
Il 15 ottobre 2001 papa Giovanni Paolo II lo ha nominato nunzio apostolico in Angola e arcivescovo titolare di Roselle. Un mese dopo il Papa lo ha nominato anche nunzio apostolico a São Tomé e Príncipe. Il successivo 1º dicembre 2001 ha ricevuto a Pattada la consacrazione episcopale dalle mani del cardinale Angelo Sodano, allora Segretario di Stato della Santa Sede, co-consacranti Paolo Romeo, nunzio apostolico in Italia e San Marino, e Sebastiano Sanguinetti, vescovo di Ozieri.
Il 23 luglio 2009 papa Benedetto XVI lo ha trasferito alla nunziatura apostolica di Cuba.

#### L'arrivo in Vaticano
Il 10 maggio 2011 è ancora Benedetto XVI a nominarlo sostituto per gli affari generali della Segreteria di Stato. È succeduto all'arcivescovo Fernando Filoni, nominato prefetto della Congregazione per l'evangelizzazione dei popoli.
Il 31 agosto 2013 papa Francesco lo ha confermato nel medesimo ufficio.
Il 2 dicembre 2016 l'ambasciatore francese in Vaticano Philippe Zeller ha consegnato all'arcivescovo le insegne di commendatore della Legion d'onore della Repubblica francese nel corso di una cerimonia svoltasi a Villa Bonaparte, sede dell'ambasciata di Francia presso la Santa Sede.
Il 2 febbraio 2017 papa Francesco lo ha nominato delegato speciale presso il Sovrano militare ordine di Malta per risolvere la crisi dell'Ordine. Dopo l'elezione a luogotenente di Giacomo Dalla Torre del Tempio di Sanguinetto, ha ricevuto le insegne di Cappellano Gran Croce Conventuale ad honorem. 

#### Il titolo cardinalizio
Il 20 maggio 2018, al termine del Regina Caeli, papa Francesco ha annunciato la sua creazione a cardinale nel concistoro del 28 giugno ed il 26 maggio successivo lo ha nominato prefetto della Congregazione delle cause dei santi: è rimasto sostituto per gli affari generali della Segreteria di Stato fino al 29 giugno ed ha assunto il nuovo incarico il 1º settembre, succedendo al cardinale Angelo Amato.

### I casi giudiziari
Becciu è stato coinvolto in vicende giudiziarie vaticane degli anni 2020, tra cui quella definita dalla stampa «uno dei più grandi scandali della Santa Sede», legata alla vendita di un palazzo londinese da 200 milioni di euro.

### La dimissione
Il 24 settembre 2020, papa Francesco accettò la rinuncia di Angelo Becciu all'incarico di prefetto della Congregazione delle cause dei santi e ai "diritti connessi al cardinalato", mantenendogli il titolo cardinalizio ma escludendolo da ogni incarico nella Curia romana. La decisione fu presa in seguito al coinvolgimento di Becciu nello scandalo legato all'acquisto di un immobile di lusso a Londra per circa 200 milioni di euro.
Nell'agosto 2022, in un gesto interpretato da alcuni come un segnale di riconciliazione, papa Francesco invitò Becciu a partecipare al concistoro del 27 agosto, durante il quale furono creati nuovi cardinali e si tennero riunioni tra i porporati.
Il 16 dicembre 2023, il Tribunale vaticano condannò Becciu in primo grado a cinque anni e mezzo di reclusione per peculato e truffa, oltre all'interdizione perpetua dai pubblici uffici e a una multa di 8.000 euro. La sentenza dispose anche la confisca per equivalente di oltre 166 milioni di euro.
Dopo la morte di papa Francesco il 21 aprile 2025, emerse che il pontefice aveva espresso in due lettere — una del 2023 e un'altra del marzo 2025 — la volontà che Becciu non partecipasse al conclave per l'elezione del nuovo papa. Inizialmente, Becciu sostenne di avere ancora il diritto di parteciparvi, ma il 29 aprile 2025 annunciò pubblicamente la sua rinuncia, dichiarando di voler "obbedire come sempre alla volontà del papa" e di agire "per il bene della Chiesa", pur ribadendo la propria innocenza.

#### Il processo del cardinale Pell
Nell’ottobre 2020, l’avvocato del cardinale George Pell ha chiesto un'indagine internazionale dopo le indiscrezioni, apparse sulla stampa, secondo le quali il cardinale Becciu avrebbe disposto bonifici per 700 000 euro, inviati in Australia per "comprare" gli accusatori di Pell in un processo per pedofilia nel quale l'australiano è stato poi assolto.
Secondo il quotidiano The Australian, nel rapporto consegnato alla polizia federale dall'ente australiano di controllo dei reati finanziari ci sarebbe la conferma dei 700 000 euro trasferiti da "fonti vaticane" per falsificare le accuse a Pell. La polizia federale ha avvertito del caso la Commissione anticorruzione dello Stato del Victoria.
L'Australia indagò così sui soldi inviati dal Vaticano. Dopo l'ammissione da parte dell'AUSTRAC, organismo di vigilanza finanziaria australiano, "di aver massicciamente sovrastimato il flusso dei trasferimenti di denaro avvenuti tra Vaticano e Australia", la polizia federale australiana non ha individuato "alcuna condotta criminale" in questi pagamenti.
Durante il procedimento, nel 2021 papa Francesco mantenne l'abitudine di trovarsi per un pranzo con altri sacerdoti romani nell'appartamento di Becciu e qui celebrò la messa del Giovedì santo, nella sua cappella privata.

#### Il processo per l'immobile di Londra
Con decreto in data 3 luglio 2021, il presidente del Tribunale di prima istanza della Città del Vaticano dispose la citazione a giudizio degli imputati nell'ambito della vicenda legata agli investimenti finanziari della Segreteria di Stato a Londra, tra i quali il cardinale Becciu, accusati di truffa, peculato, abuso d'ufficio, appropriazione indebita, riciclaggio ed autoriciclaggio, corruzione, estorsione, pubblicazione di documenti coperti dal segreto, falso materiale di atto pubblico e falso in scrittura privata.
Il processo ha avuto inizio all'udienza del 27 luglio 2021; in un procedimento parallelo Becciu è stato anche imputato per associazione a delinquere. 
Nel frattempo, il 10 novembre 2022 il tribunale di Como ha condannato in primo grado Becciu a risarcire monsignor Perlasca e la sua amica Genoveffa Ciferri, rilevando nei confronti del porporato un "abuso dello strumento processuale" nella causa intentata contro i due per danno non patrimoniale da reato (atti persecutori). Becciu è stato condannato a rifondere le spese processuali a Perlasca e alla Ciferri e a risarcire Perlasca per il danno subito.
È stato condannato dal tribunale di Sassari a pagare 40 000 euro di spese processuali a L'Espresso: i giudici hanno stabilito che le inchieste sugli scandali finanziari riconducibili al porporato erano fondate, e scritte in modo duro ma non offensivo.
Alessandro Diddi, promotore di giustizia vaticano, chiese 7 anni e 3 mesi di reclusione, oltre a 10 329 euro di multa, l'interdizione perpetua dai pubblici uffici e la confisca di 14 755 000 euro per il cardinale Giovanni Angelo Becciu.
Il 16 dicembre 2023, Becciu è stato ufficialmente condannato a cinque anni e sei mesi di reclusione e all'interdizione perpetua dai pubblici uffici, nonché a una multa di 8 000 euro, per peculato da una sentenza del Tribunale di prima istanza della Città del Vaticano. 
Il cardinale è stato il primo ad essere giudicato da un tribunale composto esclusivamente da magistrati laici, mentre il processo è risultato il più complesso per il sistema giudiziario del Vaticano in epoca moderna, essendosi svolto in 86 udienze diverse lungo più di due anni, e avendo coinvolto dieci persone e quattro società, accusate in tutto di 49 diversi capi d'accusa. Becciu ha presentato ricorso in appello.

## Genealogia episcopale e successione apostolica
La genealogia episcopale è:
- Cardinale Scipione Rebiba
- Cardinale Giulio Antonio Santori
- Cardinale Girolamo Bernerio, O.P.
- Arcivescovo Galeazzo Sanvitale
- Cardinale Ludovico Ludovisi
- Cardinale Luigi Caetani
- Cardinale Ulderico Carpegna
- Cardinale Paluzzo Paluzzi Altieri degli Albertoni
- Papa Benedetto XIII
- Papa Benedetto XIV
- Papa Clemente XIII
- Cardinale Marcantonio Colonna
- Cardinale Giacinto Sigismondo Gerdil, B.
- Cardinale Giulio Maria della Somaglia
- Cardinale Carlo Odescalchi, S.I.
- Vescovo Eugène de Mazenod, O.M.I.
- Cardinale Joseph Hippolyte Guibert, O.M.I.
- Cardinale François-Marie-Benjamin Richard
- Cardinale Pietro Gasparri
- Cardinale Clemente Micara
- Cardinale Antonio Samorè
- Cardinale Angelo Sodano
- Cardinale Giovanni Angelo Becciu

La successione apostolica è:
- Vescovo Almeida Kanda (2005)
- Vescovo Mateus Feliciano Augusto Tomás (2009)
- Vescovo Antonio Mura (2014)
- Vescovo Corrado Melis (2015)